# NIFTY Next 50

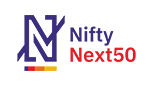

Der NIFTY Next 50 (auch NIFTY Junior) ist ein indischer Aktienindex, der von NSE Indices bereitgestellt und verwaltet wird. Er stellt die nächste Tranche indischer Aktien nach dem NIFTY 50 dar. Er beinhaltet 50 Unternehmen, die etwa 10 % des gehandelten Wertes aller Aktien an der National Stock Exchange of India repräsentieren. Er wird mit dem Symbol NIFTYJR abgekürzt. Der NIFTY Next 50 und der NIFTY 50 bilden zusammen den NIFTY 100, der die 100 größten Unternehmen nach Marktkapitalisierung auflistet, die an der National Stock Exchange of India gehandelt werden. Der Nifty Next 50 Index repräsentiert also 50 Unternehmen aus Nifty 100, nachdem die Nifty 50-Unternehmen herausgefiltert wurden.

## Zusammensetzung
Mit Stand vom 30. September 2024 sind folgende Unternehmen Komponenten des Index:
| Unternehmen                     | Symbol     | Branche    |
| ------------------------------- | ---------- | ---------- |
| ABB India                       | ABB        |            |
| Adani Energy Solutions          | ADANIENSOL | Energie    |
| Adani Green Energy              | ADANIGREEN | Energie    |
| Adani Power                     | ADANIPOWER | Energie    |
| Adani Total Gas                 | ATGL       | Öl und Gas |
| Ambuja Cements                  | AMBUJACEM  | Baustoffe  |
| Bajaj Holdings                  | BAJAJHLDNG | Finanzen   |
| Bank of Baroda                  | BANKBARODA | Finanzen   |
| Bharat Heavy Electricals        | BHEL       |            |
| Bosch                           | BOSCHLTD   | Automobil  |
| Canara Bank                     | CANBK      | Finanzen   |
| Cholamandalam                   | CHOLAFIN   | Finanzen   |
| Dabur                           | DABUR      |            |
| Divi's Laboratories             | DIVISLAB   | Gesundheit |
| DLF                             | DLF        |            |
| DMart                           | DMART      | Services   |
| GAIL                            | GAIL       | Öl und Gas |
| Godrej Consumer Products        | GODREJCP   |            |
| Havells                         | HAVELLS    |            |
| Hindustan Aeronautics           | HAL        |            |
| ICICI Lombard General Insurance | ICICIGI    | Finanzen   |
| ICICI Prudential Life Insurance | ICICIPRULI | Finanzen   |
| Indian Oil Corporation          | IOC        | Öl und Gas |
| IndiGo                          | INDIGO     | Services   |
| Info Edge                       | NAUKRI     | Services   |
| IRCTC                           | IRCTC      | Services   |
| IRFC                            | IRFC       | Finanzen   |
| Jindal Steel & Power            | JINDALSTEL | Rohstoffe  |
| Jio Financial Services          | JIOFIN     | Finanzen   |
| JSW Energy                      | JSWENERGY  | Energie    |
| Life Insurance Corporation      | LICI       | Finanzen   |
| Lodha                           | LODHA      | Realty     |
| LTIMindtree                     | LTIM       | IT         |
| NHPC                            | NHPC       | Energie    |
| Pidilite Industries             | PIDILITIND | Chemie     |
| Power Finance Corporation       | PFC        | Finanzen   |
| Punjab National Bank            | PNB        | Finanzen   |
| REC                             | RECLTD     | Finanzen   |
| Samvardhana Motherson           | MOTHERSON  | Automobil  |
| Shree Cement                    | SHREECEM   | Baustoffe  |
| Siemens                         | SIEMENS    |            |
| Tata Power                      | TATAPOWER  | Energie    |
| Torrent Pharmaceuticals         | TORNTPHARM | Gesundheit |
| TVS Motor Company               | TVSMOTOR   | Automobil  |
| Union Bank of India             | UNIONBANK  | Finanzen   |
| United Spirits                  | UNITDSPR   |            |
| Varun Beverages                 | VBL        |            |
| Vedanta                         | VEDL       | Rohstoffe  |
| Zomato                          | ZOMATO     | Services   |
| Zydus Lifesciences              | ZYDUSLIFE  | Gesundheit |